# Dekanat Freiburg
Das Dekanat Freiburg (auch Stadtdekanat und Gesamtkirchengemeinde Freiburg) ist seit 1902 Stadtdekanat und seit der Dekanatsreform ab dem 1. Januar 2008 eines von 26 Dekanaten im römisch-katholischen Erzbistum Freiburg. Das heutige Dekanat umfasst geographisch das Stadtgebiet Freiburg sowie zusätzlich das Hexental im Südosten (mit Merzhausen, Au, Wittnau und Horben) sowie Gundelfingen im Norden und den Tuniberg im Südosten (Munzingen Opfingen und Waltershofen). Sitz des Dekanats ist Freiburg.

## Geschichte
Erzbischof Thomas Nörber organisierte 1901 und 1902 eine Neugliederung der Dekanate des Erzbistums, wonach in den großen Städten (Freiburg, Karlsruhe und Mannheim) jeweils eigene Stadtdekanate eingerichtet wurden. In der Folge wurde am 23. Januar 1902 das Stadtdekanat Freiburg errichtet. Damit sollte der seelsorgerische Auftrag in dem damals schnell wachsenden großstädtischen Lebensraum erfüllbar bleiben. Seither stellen das Stadtdekanat und die Gesamtkirchengemeinde zwei Institutionen innerhalb des Dekanats Freiburg dar, die das kirchliche Leben mitgestalten und prägen. Neben inhaltlichen Schnittmengen bestehen dabei in der Ausrichtung auch Unterschiede in den pastoralen und verwalterischen Schwerpunkten.
Seit der Dekanatsreform zum 1. Januar 2008 ist das Dekanat Freiburg eines von 26 Dekanaten der römisch-katholischen Erzdiözese Freiburg. Das Dekanat bildet zusammen mit den Dekanaten Neustadt, Endingen-Waldkirch, Breisach-Neuenburg und Schwarzwald-Baar die Region Breisgau/Schwarzwald/Baar des Erzbistums Freiburg.
Das Dekanat besteht seit dem 1. Januar 2015 aus acht (davor zwölf) Seelsorgeeinheiten mit 32 Pfarreien.

## Gliederung
Das Dekanat gliedert sich in die folgenden acht Seelsorgeeinheiten:
| Seelsorgeeinheiten      | zugehörige Pfarreien und Filialen |
| ----------------------- | --- |
| SE Freiburg Mitte       | Dompfarrei Unserer Lieben Frau mit der Filiale Adelhauser Kirche Mariä Verkündigung und St. Katharina, St. Martin (Freiburg-Altstadt), Herz Jesu (Stühlinger), St. Josef, Heilig Geist (Universitätsklinikum) |
| SE Freiburg Nord        | St. Urban (Herdern), St. Konrad und Elisabeth (Brühl), Bruder Klaus (Gundelfingen) und St. Blasius (Zähringen)                                                                                                |
| SE Freiburg Ost         | St. Barbara, Hl. Dreifaltigkeit (Waldsee), St. Hilarius (Ebnet), St. Peter und Paul (Freiburg-Kappel) |
| SE Freiburg Südwest     | St. Michael (Haslach), St. Andreas (Weingarten) und St Maria-Magdalena (Rieselfeld) |
| SE Freiburg Nordwest    | Heilige Familie (Mooswald) mit der Filiale St. Thomas (Betzenhausen), St. Albert (Betzenhausen-Bischofslinde), St. Cyriak (Lehen), St. Martin (Hochdorf), St. Petrus Canisius (Landwasser)                    |
| SE Tuniberg             | St. Stephan (Munzingen), St. Nikolaus (Opfingen), St. Peter und Paul (Waltershofen) |
| SE Wiehre-Günterstal    | St. Johann (Wiehre), St. Cyriak und Perpetua (Unterwiehre), Maria Hilf (Oberwiehre) und Liebfrauen (Günterstal)                                                                                               |
| SE St. Georgen-Hexental | St. Georg (St. Georgen), St. Peter und Paul (Freiburg-Sankt Georgen) mit Vauban, St. Gallus (Merzhausen) mit St. Johannes (Au), Mariä Himmelfahrt (Wittnau), St. Agatha (Horben)                              |